# Huslia River
Der Huslia River ist ein etwa 200 Kilometer langer rechter Nebenfluss des Koyukuk River im Westen des US-Bundesstaats Alaska.

## Flusslauf
Der Huslia River verläuft im Nordwesten der Yukon River Lowlands, einem Tiefland im Westen von Alaska östlich der Seward-Halbinsel. Der Huslia River entsteht am Zusammenfluss von North Fork (links) und South Fork Huslia River (rechts) auf einer Höhe von 57 m. Er fließt anfangs nach Osten, nimmt den Billy Hawk Creek von links auf und wendet sich wenig später nach Süden. Er nimmt noch den Nulitna River von rechts auf und mündet schließlich auf einer Höhe von 47 m 10 km nordwestlich von Huslia in den Koyukuk River. Der Fluss weist auf seiner gesamten Länge zahlreiche enge Flussschlingen auf. Der Flusslauf liegt innerhalb des Schutzgebietes Koyukuk National Wildlife Refuge.

## Einzugsgebiet
Der Huslia River entwässert ein etwa 5900 km² großes Areal im Nordwesten des Yukon-Tieflands. Entlang der nördlichen und westlichen Grenze des Einzugsgebietes verläuft die kontinentale Wasserscheide. Im Nordwesten erheben sich die Purcell Mountains, im Westen und im Südwesten die Nulato Hills. Im Norden grenzt das Einzugsgebiet an das des Selawik River, im Westen an das dessen Nebenflusses Tagagawik River, im Südwesten an das des Kateel River sowie im Süden und im Osten an das des oberstrom und abstrom gelegenen Koyukuk River. Das Einzugsgebiet ist unerschlossen. Am Südrand des Einzugsgebietes befinden sich die Nogahabara-Dünen.

## Name
Der Flussname geht auf ein Wort aus der Sprache der Koyukuk-Indianer zurück und wurde 1885 von Lieutenant Allen als „Husliakakat River“ mit der Bedeutung „Mündung der Huslia“ notiert.

## Flussfauna
Im Flusssystem des Huslia River kommen u. a. folgende Fischarten vor: Hecht, Große Bodenrenke (Coregonus nasus, „broad whitefish“), Kleine Bodenrenke (Coregonus pidschian, „humpback whitefish“), die Saugkarpfenart Catostomus catostomus (longnose sucker), Ketalachs, Quappe und Cottus cognatus (slimy sculpin).